# Twenty Plus Two
Twenty Plus Two (bra: Começou em Tóquio) é um filme estadunidense de 1961, dos gêneros policial e suspense, dirigido por Joseph M. Newman, com música de Gerald Fried e roteiro de Frank Gruber baseado em seu romance homônimo.

## Sinopse
Ao investigar o desaparecimento de uma herdeira, detetive se depara com uma mulher do seu passado na época da guerra da Coreia.

## Elenco
- David Janssen como Tom Alder
- Jeanne Crain como Linda Foster
- Dina Merrill como Nicki Kovacs / Doris Delaney
- Agnes Moorehead como Mrs. Eleanor Delaney
- Brad Dexter como Leroy Dane
- Robert Strauss como Jimmy Honsinger
- Jacques Aubuchon como Jacques Pleschette
- William Demarest como Desmond Slocum
- George N. Neise como Walter Collinson
- Fredd Wayne como Harris Toomey
- Carleton Young como Coronel
- Robert H. Harris como Stanley
- Billy Varga como Mark